# سقوط هواپیمای ترکیه در ایران (۲۰۱۸)
سقوط هواپیمای شخصی ترکیه‌ای در ایران در ساعت ۱۸ و ۵۰ دقیقه عصر یکشنبه ۲۰ اسفند ۱۳۹۶ رخ داد. طی این حادثه یک هواپیمای خصوصی بمباردیه چلنجر ۶۰۰ سریز متعلق به یک شرکت ترکیه‌ای در استان چهارمحال و بختیاری با ۱۱ سرنشین سقوط کرد. تمامی سرنشینان هواپیما کشته شدند.

## شرح واقعه
یک هواپیمای خصوصی بمباردیه چلنجر ۶۰۰ سریز، متعلق به شرکت باشاران ترکیه با ۱۱ سرنشین، شامل ۸ مسافر که همگی آنها دختران جوان بودند و ۳ خدمه از شارجه به مقصد استانبول به پرواز درآمد که حدود ساعت ۱۸ و ۵۰ دقیقه از صفحه رادار محو گردید. این هواپیما براساس شواهد بدست آمده در استان چهارمحال و بختیاری و در منطقه حفاظت شده هلن سقوط کرد.

## تلفات
براساس اخبار منتشر شده کشته شدن کلیه سرنشینان این واقعه تأیید شده‌است.
بر اساس اطلاعاتی که بر روی توییتر منتشر شده‌است در میان مسافران نام مینا باشاران دختر حسین باشاران رئیس هیئت مدیره هلدینگ باشاران هم دیده می‌شود. مینا باشاران به همراه دوستان نزدیک خود برای برگزاری میهمانی آخرین دوران مجردی با جت شخصی خود به شارجه سفر کرده بود. مینا باشاران درحالی به همراه تمام دوستان خود و ۳ خدمه هواپیما در این حادثه جان خود را از دست داد که قرار بود پایان ماه جاری میلادی مراسم ازدواج خود را برگزار کند.

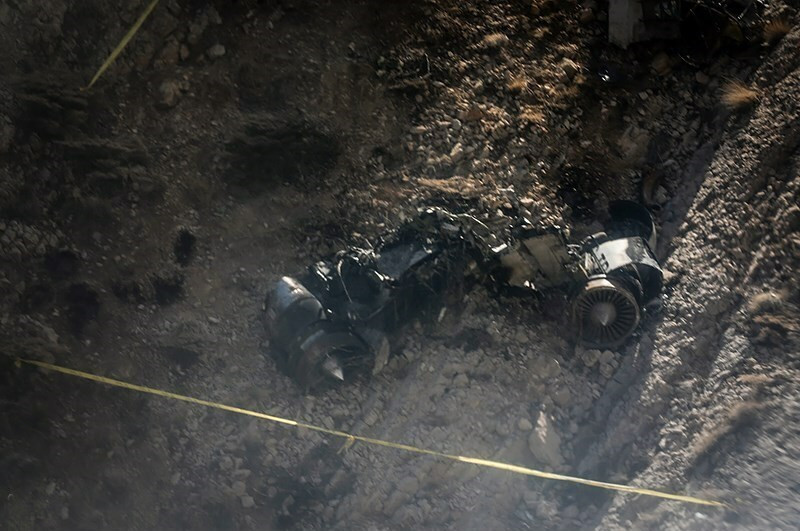
لاشه هواپیما

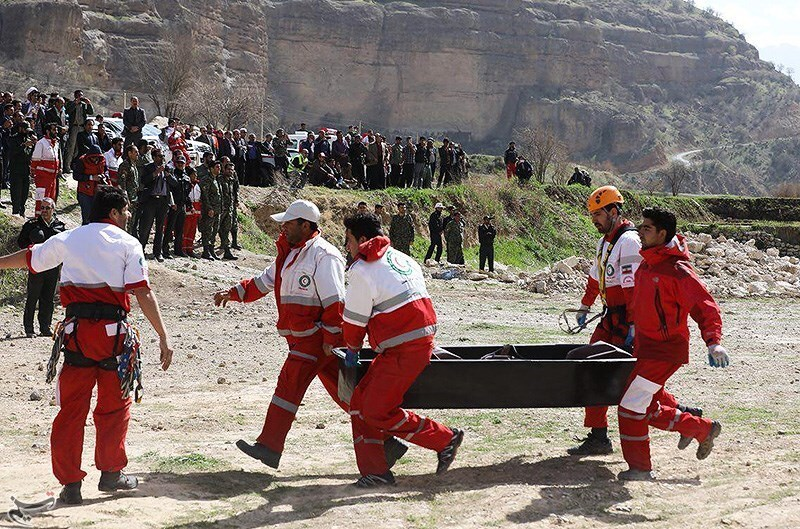
انتقال اجساد سرنشینان هواپیما توسط نیروهای هلال احمر